# Mistrzostwa Świata w Lekkoatletyce 2022 – skok o tyczce mężczyzn
Skok o tyczce mężczyzn – jedna z konkurencji technicznych rozgrywanych podczas lekkoatletycznych mistrzostw świata na Hayward Field w Eugene.

## Terminarz
| Data     | Godzina |              |
| -------- | ------- | ------------ |
| 22 lipca | 17:05   | Kwalifikacje |
| 24 lipca | 17:25   | Finał        |

## Rekordy
Tabela prezentuje rekord świata, rekord mistrzostw świata, rekordy kontynentów oraz najlepszy wynik na listach światowych w sezonie 2022 przed rozpoczęciem mistrzostw. Źródło: worldathletics.org.
|                            | Zawodnik           | Wynik | Miejsce        | Data                  |
| -------------------------- | ------------------ | ----- | -------------- | --------------------- |
| Rekord świata              | Armand Duplantis   | 6,20  | Belgrad        | 20 marca 2022(dts)    |
| Listy światowe             | Armand Duplantis   | 6,16  | Sztokholm      | 30 czerwca 2022(dts)  |
| Rekord mistrzostw świata   | Dmitri Markov      | 6,05  | Edmonton       | 9 sierpnia 2001(dts)  |
| Rekord Afryki              | Okkert Brits       | 6,03  | Kolonia        | 18 sierpnia 1995(dts) |
| Rekord Ameryki Północnej   | Sam Kendricks      | 6,06  | Des Moines     | 27 lipca 2019(dts)    |
| Rekord Ameryki Południowej | Thiago Braz        | 6,03  | Rio de Janeiro | 15 sierpnia 2016(dts) |
| Rekord Australii i Oceanii | Steve Hooker       | 6,06  | Boston         | 7 lutego 2009(dts)    |
| Rekord Azji                | Ernest John Obiena | 5,93  | Innsbruck      | 11 września 2021(dts) |
| Rekord Europy              | Armand Duplantis   | 6,20  | Belgrad        | 20 marca 2022(dts)    |

## Wyniki

### Kwalifikacje
Awans: 5,80 (Q) lub 12 najlepszych rezultatów (q). Źródło: worldathletics.org.
| Pozycja | Grupa | Zawodnik              | Państwo                  | 5,30 | 5,50 | 5,65 | 5,75 | 5,80 | Wynik | Uwagi |
| ------- | ----- | --------------------- | ------------------------ | ---- | ---- | ---- | ---- | ---- | ----- | ----- |
| 1.      | A     | Armand Duplantis      | Szwecja                  | –    | –    | o    | o    |      | 5,75  | q     |
| 1.      | A     | Christopher Nilsen    | Stany Zjednoczone        | –    | o    | o    | o    |      | 5,75  | q     |
| 1.      | B     | Oleg Zernikel         | Niemcy                   | –    | o    | o    | o    |      | 5,75  | q     |
| 4.      | A     | Thiago Braz           | Brazylia                 | –    | o    | xxo  | o    |      | 5,75  | q     |
| 5.      | B     | Ben Broeders          | Belgia                   | –    | o    | o    | xo   |      | 5,75  | q     |
| 6.      | B     | Ernest John Obiena    | Filipiny                 | –    | xo   | o    | xo   |      | 5,75  | q     |
| 6.      | B     | Ersu Şaşma            | Turcja                   | o    | o    | xo   | xo   |      | 5,75  | q     |
| 8.      | A     | Renaud Lavillenie     | Francja                  | –    | –    | xxo  | xo   |      | 5,75  | q     |
| 9.      | A     | Bo Kanda Lita Baehre  | Niemcy                   | –    | o    | xo   | xxo  |      | 5,75  | q     |
| 9.      | B     | Menno Vloon           | Holandia                 | o    | xo   | o    | xxo  |      | 5,75  | q     |
| 9.      | A     | Pål Haugen Lillefosse | Norwegia                 | –    | o    | xo   | xxo  |      | 5,75  | q     |
| 9.      | B     | Sondre Guttormsen     | Norwegia                 | –    | –    | xo   | xxo  |      | 5,75  | q     |
| 13.     | A     | Rutger Koppelaar      | Holandia                 | –    | o    | o    | xxx  |      | 5,65  |       |
| 14.     | A     | Husajn Asim Al Hizam  | Arabia Saudyjska         | xo   | o    | o    | xxx  |      | 5,65  | SB    |
| 15.     | B     | Seito Yamamoto        | Japonia                  | o    | o    | xo   | xxx  |      | 5,65  |       |
| 15.     | B     | Simen Guttormsen      | Norwegia                 | o    | o    | xo   | xxx  |      | 5,65  |       |
| 17.     | B     | Luke Winder           | Stany Zjednoczone        | xo   | o    | xo   | xxx  |      | 5,65  |       |
| 18.     | A     | Thibaut Collet        | Francja                  | –    | o    | xxo  | xxx  |      | 5,65  |       |
| 19.     | A     | Harry Coppell         | Wielka Brytania          | o    | o    | xxx  |      |      | 5,50  |       |
| 19.     | B     | Mikko Paavola         | Finlandia                | o    | o    | xxx  |      |      | 5,50  |       |
| 19.     | A     | Piotr Lisek           | Polska                   | –    | o    | xxx  |      |      | 5,50  |       |
| 22.     | A     | Emanuil Karalis       | Grecja                   | –    | xo   | xxx  |      |      | 5,50  |       |
| 22.     | A     | Tommi Holttinen       | Finlandia                | o    | xo   | xxx  |      |      | 5,50  | SB    |
| 24.     | B     | Huang Bokai           | Chińska Republika Ludowa | –    | xxo  | xxx  |      |      | 5,50  |       |
| 24.     | B     | Robert Sobera         | Polska                   | –    | xxo  | xxx  |      |      | 5,50  |       |
| 24.     | A     | Kurtis Marschall      | Australia                | –    | xxo  | xxx  |      |      | 5,50  |       |
| 27.     | A     | Robert Renner         | Słowenia                 | xo   | xxo  | xxx  |      |      | 5,50  |       |
| 28.     | A     | Germán Chiaraviglio   | Argentyna                | xo   | xxx  |      |      |      | 5,30  |       |
| –       | B     | Andrew Irwin          | Stany Zjednoczone        | xxx  |      |      |      |      | NM    |       |
| –       | B     | Augusto Dutra         | Brazylia                 | –    | xxx  |      |      |      | NM    |       |
| –       | A     | Torben Blech          | Niemcy                   | xxx  |      |      |      |      | NM    |       |
| –       | B     | Valentin Lavillenie   | Francja                  | –    | xxx  |      |      |      | NM    |       |

### Finał
Źródło: worldathletics.org
| Pozycja | Zawodnik              | Państwo           | 5,55 | 5,70 | 5,80 | 5,87 | 5,94 | 6,00 | 6,06 | 6,21 | Wynik | Uwagi |
| ------- | --------------------- | ----------------- | ---- | ---- | ---- | ---- | ---- | ---- | ---- | ---- | ----- | ----- |
| 01 !    | Armand Duplantis      | Szwecja           | –    | o    | –    | xo   | o    | o    | o    | xo   | 6,21  | WR    |
| 02 !    | Christopher Nilsen    | Stany Zjednoczone | o    | o    | o    | xo   | o    | xxx  |      |      | 5,94  |       |
| 03 !    | Ernest John Obiena    | Filipiny          | o    | xo   | o    | o    | xo   | xxx  |      |      | 5,94  | AR    |
| 4.      | Thiago Braz           | Brazylia          | o    | o    | xo   | o    | xx–  | x    |      |      | 5,87  |       |
| 5.      | Renaud Lavillenie     | Francja           | –    | o    | –    | xo   | xxx  |      |      |      | 5,87  | SB    |
| 5.      | Oleg Zernikel         | Niemcy            | o    | o    | o    | xo   | xxx  |      |      |      | 5,87  | PB    |
| 7.      | Bo Kanda Lita Baehre  | Niemcy            | xo   | xo   | xxo  | xxo  | xxx  |      |      |      | 5,87  |       |
| 8.      | Ersu Şaşma            | Turcja            | xo   | xo   | o    | xxx  |      |      |      |      | 5,80  | NR    |
| 9.      | Pål Haugen Lillefosse | Norwegia          | o    | –    | xo   | xxx  |      |      |      |      | 5,80  |       |
| 10.     | Sondre Guttormsen     | Norwegia          | o    | o    | xxx  |      |      |      |      |      | 5,70  |       |
| 11.     | Ben Broeders          | Belgia            | xxo  | o    | xxx  |      |      |      |      |      | 5,70  |       |
| –       | Menno Vloon           | Holandia          | xxx  |      |      |      |      |      |      |      | NM    |       |